# Церква Воздвиження Чесного Хреста Господнього (Пліхів)
Церква Воздвиження Чесного Хреста Господнього в Пліхові — парафія і храм греко-католицької громади Бережанського деканату Тернопільсько-Зборівської архієпархії Української греко-католицької церкви в селі Пліхів Тернопільського району Тернопільської области.

## Історія церкви
Парафія і храм діяли в лоні Української Греко-Католицької Церкви ще до радянського періоду. За часів комуністичної влади їх зняли з реєстрації, і богослужіння не проводилися. Віряни були змушені відвідувати храми РПЦ в сусідніх селах Поморяни та Жуків.
До 1946 року парафію обслуговували отці Василіяни з Краснопущанського монастиря.
При парафії діють: братство Матері Божої Неустанної Помочі, Вівтарна дружина та Марійська дружина.
На парафії встановлено два хрести: один на честь скасування панщини, інший — на честь незалежності України.

## Парохи
- о. Зіновій Бідула (з 1989).